# Tetrafluorometano
Il tetrafluoruro di carbonio, noto in chimica organica anche con il nome tetrafluorometano in quanto membro degli alometani tetrasostituiti, è un composto chimico binario del carbonio con il fluoro, avente formula molecolare CF4. In questa molecola l'atomo centrale di carbonio si lega covalentemente a quattro atomi di fluoro, raggiungendo così il suo massimo stato di ossidazione (+4), come in CO2, oltre al suo massimo numero di coordinazione.
Il tetrafluoruro di carbonio è anche il primo dei perfluorocarburi, ossia degli idrocarburi in cui tutti gli idrogeni sono sostituiti da altrettanti atomi di fluoro. Come fluido refrigerante è noto anche con la sigla R 14 in ambito commerciale. È anche un potente gas serra, GWP = 6630.
A temperatura ambiente si presenta come un gas incolore e inodore, non infiammabile, né combustibile, e praticamente inerte nella maggior parte delle situazioni. 

## Struttura molecolare e proprietà
Il tetrafluoruro di carbonio è un composto stabilissimo, ΔHƒ° = -930±20 kJ/mol, la sua formazione è molto più esotermica dell'anidride carbonica (ΔHƒ° = -393,51±0,13 kJ/mol), a dimostrazione della grande stabilità dei legami carbonio-fluoro.
A temperatura ambiente si presenta come un gas incolore (Teb ≈ -128 °C, Tcr = -45,6 °C) più denso dell'aria (~ 3 volte), pochissimo solubile in acqua, ma solubile in benzene e in cloroformio.
La molecola CF4 è esattamente tetraedrica (come CH4) e ha perciò simmetria Td, con l'atomo di carbonio centrale ibridato sp3. Il suo momento dipolare è di conseguenza nullo. Il fluoro è l'elemento più elettronegativo e i legami C–F sono i più forti legami semplici del carbonio e anche i legami semplici più polari: la carica parziale sul carbonio di CF4 è stimata in +0,72 e. Inoltre, la loro energia di legame aumenta all'aumentare del numero di fluori legati allo stesso C (fluori geminali) e quindi, tra i fluorometani, è massima in CF4, stimata in ~ 545 kJ/mol, contro un valor medio per il legame C–F di 485 kJ/mol.
Questo effetto tipico, legato alla presenza di atomi o leganti uguali in posizione geminale, fu inserito da Christian K. Jørgensen nel concetto generale di simbiosi. In ogni caso, il rafforzamento dei legami e l'alta elettronegatività del fluoro, che determina una notevole carica parziale su C, contribuiscono a rendere la molecola praticamente inerte all'azione di ossidanti, agli acidi e agli idrossidi alcalini. Nondimeno, il CF4 subisce l'azione di riducenti molto forti ed è incompatibile con metalli molto reattivi, a contatto con i quali può reagire vigorosamente.

### Parametri strutturali
Da indagini spettroscopiche roto-vibrazionali (microonde, infrarosso e Raman) è stato possibile ricavare la struttura geometrica della molecola: la lunghezza del legame C–F risulta essere 131,51 pm e questa è più corta della lunghezza media dei legami C–F (135 pm) ed è la più corta nella serie dei fluorometani: 132,84 pm in CHF3, 135,08 pm in CH2F2 e 138,3 pm in CH3F. 
Le reciproche distanze tra gli atomi di fluoro (F…F) sono di 214,75 pm, mentre la distanza attesa per interazioni di non legame tra due atomi fluoro sarebbe 2 rvdW, cioè un valore nell'intervallo 300-320 pm; qualitativamente questo fenomeno si riscontra anche negli altri fluorometani.

### Chimica ionica in fase gassosa
Il potenziale di ionizzazione del tetrafluoruro di carbonio è elevato, pari a 14,7±0,3 eV, ed è il massimo nella serie dei fluorometani, diminuendo al diminuire del numero dei fluori. Per quanto riguarda l'affinità elettronica, lo ione CF4– non è stato riscontrato in fase gassosa; diversi calcoli teorici stimano valori negativi per la sua affinità elettronica (-0,7 eV), a differenza di quanto accade nel caso del tetracloruro di carbonio, per il quale l'affinità elettronica è nota e positiva, sebbene piccola, valutata in 0,80±0,34 eV.
Il tetrafluoruro di carbonio in fase gassosa è una base di Brønsted-Lowry estremamente debole: la sua affinità protonica è 529,3 kJ/mol; questo è il valore minimo tra i fluorometani, che sono un po' più basici:  619,5 kJ/mol: per CHF3, 620,5 kJ/mol perCH2F2, e 598,9 kJ/mol per CH3F. Tra questi, il CF4 è anche l'unico ad essere meno basico del CH4 (543,5 kJ/mol). Il tetrafluoruro di carbonio è anche meno basico dell'anidride carbonica (540,5 kJ/mol).

## Produzione
Il tetrafluoruro di carbonio può essere preparato in laboratorio a partire da carburo di silicio e fluoro:
{\displaystyle {\ce {SiC + 4 F2 -> CF4 + SiF4}}}
La miscela gassosa viene fatta passare attraverso una soluzione acquosa di NaOH che idrolizza il tetrafluoruro di silicio formatosi, bloccandolo nella soluzione come silice variamente idratata e fluoruro di sodio, mentre CF4 non reagisce. Alternativamente, si può far reagire il fluoro con l'anidride carbonica, il monossido di carbonio, o il fluoruro di carbonile:
{\displaystyle {\ce {CO2 + 2 F2 -> CF4 + O2}}}
{\displaystyle {\ce {CO + F2 -> COF2}}}
{\displaystyle {\ce {COF2 + F2 -> CF4 + 1/2 O2}}}
Un'altra reazione adatta a un laboratorio, fattibile a temperatura ambiente e più facilmente controllabile, parte da calcio cianammide (non inquinata da carbonio) in presenza di quantità catalitiche di fluoruro di cesio:
CaNCN + 3 F2  →  CF4 + CaF2 + N2
È altresì possibile ricavare il tetrafluorometano dalla combustione del carbone in presenza di fluoro.
{\displaystyle {\ce {C + 2 F2 -> CF4}}}
Commercialmente viene preparato mediante fluorurazione di diclorodifluorometano o clorotrifluorometano.
{\displaystyle {\ce {Cl2CF2 + 2 HF -> CF4 + 2HCl}}}
Il tetrafluorometano è una molecola estremamente stabile per via dell'elevata forza del legame C-F. Di conseguenza non è infiammabile e reagisce con estrema difficoltà. È inerte nei confronti di acidi, basi e ossidanti. Tuttavia, come tutti i perfluorocarburi il CF4 reagisce in presenza di metalli alcalini.

## Applicazioni
Il tetrafluorometano viene usato come fluido refrigerante per applicazioni a bassissima temperatura, viene usato nelle applicazioni di plasma etching o come gas inerte in alcune particolari applicazioni. Ha infatti una temperatura di ebollizione un po' superiore a quella dell'azoto liquido. Tuttavia, il tetrafluorometano presenta alcune problematiche notevoli che solitamente ne scoraggiano l'impiego pratico a favore dell'azoto liquido.

## Precauzioni
Il tetrafluorometano:
- è narcotico in alte concentrazioni
- può essere asfissiante: se si accumula in aree non adeguatamente ventilate, dato che è più denso dell'aria.  L'inalazione può causare mal di testa, nausea e se prolungata può provocare danni al sistema cardiovascolare.
- ha un elevato potenziale di riscaldamento globale (6500), e ha una vita nell'atmosfera stimata in 50.000 anni.[38]

La sua decomposizione termica in presenza di ossigeno e acqua produce gas tossici, fra i quali l'acido fluoridrico, il fluoruro di carbonile (COF2) e il monossido di carbonio (CO).